# 78. Kongress der Vereinigten Staaten
Der 78. Kongress der Vereinigten Staaten, bestehend aus dem Repräsentantenhaus und dem Senat, war die Legislative der Vereinigten Staaten. Seine Legislaturperiode dauerte vom 3. Januar 1943 bis zum 3. Januar 1945. Alle Abgeordneten des Repräsentantenhauses sowie ein Drittel der Senatoren (Klasse II) waren im November 1942 bzw. im September im Bundesstaat Maine bei den Kongresswahlen gewählt worden. Dabei ergab sich in beiden Kammern eine Mehrheit für die Demokratische Partei, die mit Franklin D. Roosevelt auch den Präsidenten stellten. Die Republikanische Partei musste sich mit der Oppositionsrolle begnügen. Im Verlauf der Legislaturperiode kam es durch Rücktritte und Todesfälle zu kleineren personellen Änderungen, die aber die Mehrheitsverhältnisse nicht veränderten. Der Kongress tagte in der amerikanischen Bundeshauptstadt Washington, D.C. Die Vereinigten Staaten bestanden damals aus 48 Bundesstaaten. Die Sitzverteilung im Repräsentantenhaus basierte auf der Volkszählung von 1940.

## Wichtige Ereignisse
Siehe auch 1943 und 1944
- Die gesamte Legislaturperiode war von den Ereignissen des Zweiten Weltkriegs überschattet.
- 3. Januar 1943: Beginn der Legislaturperiode des 78. Kongresses
- 6. Juni 1944: Mit der Invasion in der Normandie durch die Alliierten Truppen beginnt in Europa die letzte Phase des Zweiten Weltkriegs, der sich aber noch bis zum 8. Mai 1945 hinziehen sollte.
- 7. November 1944: Präsidentschafts- und Kongresswahlen in den USA. Franklin Roosevelt wird zum vierten Mal zum Präsidenten gewählt. Dies ist ein einmaliger Rekord in der amerikanischen Geschichte. Bei den Kongresswahlen verteidigen die Demokraten ihre Mehrheit in beiden Kammern.

## Die wichtigsten Gesetze
In den Sitzungsperioden des 78. Kongresses wurden unter anderem folgende Bundesgesetze verabschiedet (siehe auch: Gesetzgebungsverfahren):
- 17. Dezember 1943: Magnuson Act
- 3. Februar 1944: Mustering-out Payment Act
- 6. Juni 1944: G. I. Bill of Rights|Servicemen’s Readjustment Act of 1944 (G. I. Bill)
- 27. Juni 1944: Veterans’ Preference Act
- 1. Juli 1944: Public Health Service Act
- 22. Dezember 1944: Flood Control Act of 1944

## Zusammensetzung nach Parteien

### Senat
- Demokratische Partei: 58 (Mehrheit)
- Republikanische Partei: 36
- Progressive: 1

Gesamt: 96

### Repräsentantenhaus
- Demokratische Partei: 222 (Mehrheit)
- Republikanische Partei: 209
- Progressive: 2
- Labour: 1
- Minnesota-Farmer and Labour Party: 1

Gesamt: 435
Außerdem gab es noch vier nicht stimmberechtigte Kongressdelegierte.

## Amtsträger

### Senat
- Präsident des Senats: Henry A. Wallace (D)
- Präsident pro tempore: Carter Glass (D)

#### Führung der Mehrheitspartei
- Mehrheitsführer: Alben W. Barkley (D)
- Mehrheitswhip: J. Lister Hill (D)

#### Führung der Minderheitspartei
- Minderheitsführer: Charles L. McNary (R) bis zum 25. Februar 1944, dann Wallace H. White
- Minderheitswhip: Zwischen 1935 und 1945 unbesetzt

### Repräsentantenhaus
- Sprecher des Repräsentantenhauses: Sam Rayburn (D)

#### Führung der Mehrheitspartei
- Mehrheitsführer: John W. McCormack (D)
- Mehrheitswhip: Robert Ramspeck, (D)

#### Führung der Minderheitspartei
- Minderheitsführer: Joseph William Martin (R)
- Minderheitswhip: Harry Lane Englebright (R) bis 13. Mai 1943 danach Leslie C. Arends

## Senatsmitglieder
Im 78. Kongress vertraten folgende Senatoren ihre jeweiligen Bundesstaaten:
| Alabama - 2. John H. Bankhead (D) - 3. J. Lister Hill (D) Arizona - 1. Ernest McFarland (D) - 3. Carl Hayden (D) Arkansas - 2. John Little McClellan (D) - 3. Hattie Caraway (D) Kalifornien - 1. Hiram Johnson (R) - 3. Sheridan Downey (D) Colorado - 2. Edwin C. Johnson (D) - 3. Eugene Millikin (R) Connecticut - 1. Francis T. Maloney (D) - 3. John A. Danaher (R) Delaware - 1. James M. Tunnell (D) - 2. C. Douglass Buck (R) Florida - 1. Charles O. Andrews (D) - 3. Claude Pepper (D) Georgia - 2. Richard B. Russell (D) - 3. Walter F. George (D) Idaho - 2. John W. Thomas (R) - 3. David Worth Clark (D) Illinois - 2. Charles W. Brooks (R) - 3. Scott W. Lucas (D) Indiana - 1. Raymond E. Willis (R) - 3. Frederick Van Nuys (D) bis zum 25. Januar 1944 - Samuel D. Jackson (D) vom 28. Januar bis zum 14. November 1944 - William E. Jenner (R) ab dem 14. November 1944 Iowa - 2. George A. Wilson (R) ab dem 14. Januar 1943 - 3. Guy Gillette (D) Kansas - 2. Arthur Capper (R) - 3. Clyde M. Reed (R) Kentucky - 2. Happy Chandler (D) - 3. Alben W. Barkley (D) Louisiana - 2. Allen J. Ellender (D) - 3. John H. Overton (D) Maine - 1. Owen Brewster (R) - 2. Wallace H. White (R) Maryland - 1. George L. P. Radcliffe (D) - 3. Millard Tydings (D) Massachusetts - 1. David I. Walsh (D) - 2. Henry Cabot Lodge Jr. (R) bis zum 3. Februar 1944 - Sinclair Weeks vom 8. Februar bis zum 19. Dezember 1944 Michigan - 1. Arthur H. Vandenberg (R) - 2. Homer S. Ferguson (R) Minnesota - 1. Henrik Shipstead (R) - 2. Joseph H. Ball (R) Mississippi - 1. Theodore G. Bilbo (D) - 2. James Eastland (D) Missouri - 1. Harry S. Truman (D) - 3. Bennett Champ Clark (D) Montana - 1. Burton K. Wheeler (D) - 2. James Edward Murray (D) | Nebraska - 1. Hugh A. Butler (R) - 2. Kenneth S. Wherry (R) Nevada - 1. James Graves Scrugham (D) - 3. Pat McCarran (D) New Hampshire - 2. Styles Bridges (R) - 3. Charles W. Tobey (R) New Jersey - 1. William Warren Barbour (R) bis zum 22. November 1943 - Arthur Walsh (D) vom 26. November 1943 bis zum 7. Dezember 1944 - Howard Alexander Smith (R) ab dem 7. Dezember 1944 - 2. Albert W. Hawkes (R) New Mexico - 1. Dennis Chavez (D) - 2. Carl Hatch (D) New York - 1. James M. Mead (D) - 3. Robert F. Wagner (D) North Carolina - 2. Josiah William Bailey (D) - 3. Robert Rice Reynolds (D) North Dakota - 1. William Langer (R) - 3. Gerald Nye (R) Ohio - 1. Harold Hitz Burton (R) - 3. Robert A. Taft (R) Oklahoma - 2. Edward H. Moore (R) - 3. Elmer Thomas (D) Oregon - 2. Charles L. McNary (R) bis zum 25. Februar 1944 - Guy Cordon (R) ab dem 4. März 1944 - 3. Rufus C. Holman (R) Pennsylvania - 1. Joseph F. Guffey (D) - 3. James J. Davis (R) Rhode Island - 1. Peter G. Gerry (D) - 2. Theodore F. Green (D) South Carolina - 2. Burnet R. Maybank (D) - 3. Ellison D. Smith (D) bis zum 17. November 1944 - Wilton E. Hall (D) ab dem 20. November 1944 South Dakota - 2. Harlan J. Bushfield (R) - 3. John Chandler Gurney (R) Tennessee - 1. Kenneth McKellar (D) - 2. Tom Stewart (D) Texas - 1. Tom Connally (D) - 2. W. Lee O’Daniel (D) Utah - 1. Orrice Abram Murdock (D) - 3. Elbert D. Thomas (D) Vermont - 1. Warren Austin (R) - 3. George Aiken (R) Virginia - 1. Harry F. Byrd Sr. (D) - 2. Carter Glass (D) Washington - 1. Monrad Charles Wallgren (D) - 3. Homer Bone (D) bis zum 13. November 1944 - Warren G. Magnuson (D) ab dem 14. Dezember 1944 West Virginia - 1. Harley M. Kilgore (D) - 2. W. Chapman Revercomb (R) Wisconsin - 1. Robert M. La Follette Jr. (Wisconsin Progressive Party) - 3. Alexander Wiley (R) Wyoming - 1. Joseph C. O’Mahoney (D) - 2. Edward V. Robertson (R) |

## Mitglieder des Repräsentantenhauses
Folgende Kongressabgeordnete vertraten im 78. Kongress die Interessen ihrer jeweiligen Bundesstaaten:
| Alabama 9 Wahlbezirke - 1. Frank W. Boykin (D) - 2. George M. Grant (D) - 3. Henry B. Steagall (D) bis zum 22. November 1943 - George W. Andrews (D) ab dem 14. März 1944 - 4. Sam Hobbs (D) - 5. Joe Starnes (D) - 6. Pete Jarman (D) - 7. Carter Manasco (D) - 8. John Sparkman (D) - 9. John P. Newsome (D) Arizona Staatsweite Wahl - John R. Murdock (D) - Richard F. Harless (D) Arkansas 7 Wahlbezirke. - 1. Ezekiel Candler Gathings (D) - 2. Wilbur Daigh Mills (D) - 3. J. William Fulbright (D) - 4. William Fadjo Cravens (D) - 5. Lawrence Brooks Hays (D) - 6. William Frank Norrell (D) - 7. Oren Harris (D) Kalifornien 23 Wahlbezirke. - 1. Clarence F. Lea (D) - 2. Harry Lane Englebright (R) bis zum 13. Mai 1943 - Clair Engle (D) ab dem 31. August 1943 - 3. J. Leroy Johnson (R) - 4. Thomas Rolph (R) - 5. Richard J. Welch (R) - 6. Albert E. Carter (R) - 7. John H. Tolan (D) - 8. Jack Z. Anderson (R) - 9. Bertrand W. Gearhart (R) - 10. Alfred J. Elliott (D) - 11. George E. Outland (D) - 12. Jerry Voorhis (D) - 13. Norris Poulson (R) - 14. Thomas F. Ford (D) - 15. John M. Costello (D) - 16. Will Rogers Jr. (D) - 17. Cecil R. King (D) - 18. William Ward Johnson (R) - 19. Chester E. Holifield (D) - 20. John Carl Hinshaw (R) - 21. Harry R. Sheppard (D) - 22. John Phillips (R) - 23. Edouard Izac (D) Colorado 4 Wahlbezirke - 1. Lawrence Lewis (D) bis zum 9. Dezember 1943 - Dean M. Gillespie (R) ab dem 7. März 1944 - 2. William S. Hill (R) - 3. John Chenoweth (R) - 4. Robert F. Rockwell (R) Connecticut 5 Wahlbezirke. Außerdem wurde ein Abgeordneter staatsweit gewählt - 1. William J. Miller (R) - 2. John D. McWilliams (R) - 3. Ranulf Compton (R) - 4. Clare Boothe Luce (R) - 5. Joseph E. Talbot (R) - 6. B. J. Monkiewicz (R) staatsweit gewählt Delaware Staatsweite Wahl - Earle D. Willey (R) Florida 5 Wahlbezirke, außerdem wurde ein Abgeordneter staatsweit gewählt - 1. J. Hardin Peterson (D) - 2. Emory H. Price (D) - 3. Robert Sikes (D) bis zum 19. Oktober 1944 - 4. Pat Cannon (D) - 5. Joe Hendricks (D) - 6. Robert A. Green (D) staatsweit gewählt bis zum 25. November 1944 Georgia 10 Wahlbezirke - 1. Hugh Peterson (D) - 2. Edward E. Cox (D) - 3. Stephen Pace (D) - 4. Albert Sidney Camp (D) - 5. Robert Ramspeck (D) - 6. Carl Vinson (D) - 7. Malcolm C. Tarver (D) - 8. John S. Gibson (D) - 9. B. Frank Whelchel (D) - 10. Paul Brown (D) Idaho 2 Wahlbezirke - 1. Compton I. White (D) - 2. Henry Dworshak (R) Illinois 25 Wahlbezirke. Außerdem wurde ein Abgeordneter staatsweit gewählt - 1. William L. Dawson (D) - 2. William A. Rowan (D) - 3. Fred E. Busbey (R) - 4. Martin Gorski (D) - 5. Adolph J. Sabath (D) - 6. Thomas J. O’Brien (D) - 7. Leonard W. Schuetz (D) bis zum 13. Februar 1944 - 8. Thomas S. Gordon (D) - 9. Charles S. Dewey (R) - 10. Ralph E. Church (R) - 11. Chauncey W. Reed (R) - 12. Noah M. Mason (R) - 13. Leo E. Allen (R) - 14. Anton J. Johnson (R) - 15. Robert B. Chiperfield (R) - 16. Everett Dirksen (R) - 17. Leslie C. Arends (R) - 18. Jessie Sumner (R) - 19. William H. Wheat (R) bis zum 16. Januar 1944 - Rolla C. McMillen (R) ab dem 13. Juni 1944 - 20. Sid Simpson (R) - 21. George Evan Howell (R) - 22. Calvin D. Johnson (R) - 23. Charles W. Vursell (R) - 24. James V. Heidinger (R) - 25. C. W. Bishop (R) - 26. Stephen A. Day (R) staatsweit gewählt Indiana 11 Wahlbezirke - 1. Ray J. Madden (D) - 2. Charles A. Halleck (R) - 3. Robert A. Grant (R) - 4. George W. Gillie (R) - 5. Forest Harness (R) - 6. Noble J. Johnson (R) - 7. Gerald W. Landis (R) - 8. Charles M. La Follette (R) - 9. Earl Wilson (R) - 10. Raymond S. Springer (R) - 11. Louis Ludlow (D) Iowa 8 Wahlbezirke - 1. Thomas E. Martin (R) - 2. Henry O. Talle (R) - 3. John W. Gwynne (R) - 4. Karl M. Le Compte (R) - 5. Paul Cunningham (R) - 6. Fred C. Gilchrist (R) - 7. Ben F. Jensen (R) - 8. Charles B. Hoeven (R) Kansas 6 Wahlbezirke. - 1. William P. Lambertson (R) - 2. Ulysses Samuel Guyer (R) bis zum 5. Juni 1943 - Errett P. Scrivner (R) ab dem 14. September 1943 - 3. Thomas Daniel Winter (R) - 4. Edward Herbert Rees (R) - 5. Clifford R. Hope (R) - 6. Frank Carlson (R) Kentucky 9 Wahlbezirke - 1. Noble Jones Gregory (D) - 2. Beverly M. Vincent (D) - 3. Emmet O’Neal (D) - 4. Edward W. Creal (D) bis zum 13. Oktober 1943 - Chester O. Carrier (R) ab dem 30. November 1943 - 5. Brent Spence (D) - 6. Virgil Chapman (D) - 7. Andrew J. May (D) - 8. Joe B. Bates (D) - 9. John M. Robsion (R) Louisiana 8 Wahlbezirke - 1. Felix Edward Hébert (D) - 2. Paul H. Maloney (D) - 3. James Domengeaux (D) bis zum 15. April 1944 und erneut ab dem 7. Nov. 1944 - 4. Overton Brooks (D) - 5. Charles E. McKenzie (D) - 6. James H. Morrison (D) - 7. Henry D. Larcade (D) - 8. A. Leonard Allen (D) Maine 3 Wahlbezirke - 1. Robert Hale (R) - 2. Margaret Chase Smith (R) - 3. Frank Fellows (R) Maryland 6 Wahlbezirke. - 1. David Jenkins Ward (D) - 2. Harry Streett Baldwin (D) - 3. Thomas D’Alesandro (D) - 4. Daniel Ellison (R) - 5. Lansdale Sasscer (D) - 6. James Glenn Beall (R) Massachusetts 14 Wahlbezirke - 1. Allen T. Treadway (R) - 2. Charles R. Clason (R) - 3. Philip J. Philbin (D) - 4. Pehr G. Holmes (R) - 5. Edith Nourse Rogers (R) - 6. George J. Bates (R) - 7. Thomas J. Lane (D) - 8. Angier Goodwin (R) - 9. Charles L. Gifford (R) - 10. Christian Herter (R) - 11. James Michael Curley (D) - 12. John W. McCormack (D) - 13. Richard B. Wigglesworth (R) - 14. Joseph William Martin (R) Michigan 17 Wahlbezirke - 1. George G. Sadowski (D) - 2. Earl C. Michener (R) - 3. Paul W. Shafer (R) - 4. Clare Hoffman (R) - 5. Bartel J. Jonkman (R) - 6. William W. Blackney (R) - 7. Jesse P. Wolcott (R) - 8. Fred L. Crawford (R) - 9. Albert J. Engel (R) - 10. Roy O. Woodruff (R) - 11. Fred Bradley (R) - 12. John B. Bennett (R) - 13. George D. O’Brien (D) - 14. Louis C. Rabaut (D) - 15. John Dingell Sr. (D) - 16. John Lesinski Sr. (D) - 17. George Anthony Dondero (R) Minnesota 9 Wahlbezirke - 1. August H. Andresen (R) - 2. Joseph Patrick O’Hara (R) - 3. Richard Pillsbury Gale (R) - 4. Melvin Maas (R) - 5. Walter Henry Judd (R) - 6. Harold Knutson (R) - 7. Herman Carl Andersen (R) - 8. William Pittenger (R) - 9. Harold Hagen (Farmer Labor Party) Mississippi 7 Wahlbezirke - 1. John E. Rankin (D) - Jamie L. Whitten (D) - 3. William M. Whittington (D) - 4. Thomas Abernethy (D) - 5. W. Arthur Winstead (D) - 6. William M. Colmer (D) - 7. Daniel R. McGehee (D) Missouri 13 Wahlbezirke - 1. Samuel W. Arnold (R) - 2. Max Schwabe (R) - 3. William Clay Cole (R) - 4. C. Jasper Bell (D) - 5. Roger C. Slaughter (D) - 6. Marion Tinsley Bennett (R) ab dem 12. Januar 1943 - 7. Dewey Jackson Short (R) - 8. William P. Elmer (R) - 9. Clarence Cannon (D) - 10. Orville Zimmerman (D) - 11. Louis E. Miller (R) - 12. Walter C. Ploeser (R) - 13. John J. Cochran (D) Montana 2 Wahlbezirke - 1. Mike Mansfield (D) - 2. James F. O’Connor (D) Nebraska 4 Wahlbezirke - 1. Carl Curtis (R) - 2. Howard Buffett (R) - 3. Karl Stefan (R) - 4. Arthur L. Miller (R) Nevada Staatsweite Wahl - Maurice Joseph Sullivan (D) New Hampshire 2 Wahlbezirke - 1. Chester Earl Merrow (R) - 2. Foster Waterman Stearns (R) | New Jersey 14 Wahlbezirke - 1. Charles A. Wolverton (R) - 2. Elmer H. Wene (D) - 3. James C. Auchincloss (R) - 4. D. Lane Powers (R) - 5. Charles Aubrey Eaton (R) - 6. Donald H. McLean (R) - 7. J. Parnell Thomas (R) - 8. Gordon Canfield (R) - 9. Harry Lancaster Towe (R) - 10. Fred A. Hartley (R) - 11. Frank Sundstrom (R) - 12. Robert Kean (R) - 13. Mary Teresa Norton (D) - 14. Edward J. Hart (D) New Mexico Staatsweite Wahl für zwei Abgeordnete - Clinton Presba Anderson (D) - Antonio M. Fernández (D) New York 43 Wahlbezirke: Außerdem wurden zwei Abgeordnete staatsweit gewählt - 1. Leonard W. Hall (R) - 2. William Bernard Barry (D) - 3. Joseph L. Pfeifer (D) - 4. Thomas H. Cullen (D) bis zum 1. März 1944 - John J. Rooney (D) ab dem 6. Juni 1944 - 5. James J. Heffernan (D) - 6. Andrew Lawrence Somers (D) - 7. John J. Delaney (D) - 8. Donald L. O’Toole (D) - 9. Eugene James Keogh (D) - 10. Emanuel Celler (D) - 11. James A. O’Leary (D) bis zum 16. März 1944 - Ellsworth B. Buck (R) ab dem 6. Juni 1944 - 12. Samuel Dickstein (D) - 13. Louis Capozzoli (D) - 14. Arthur George Klein (D) - 15. Thomas F. Burchill (D) - 16. James H. Fay (D) - 17. Joseph C. Baldwin (R) - 18. Martin J. Kennedy (D) - 19. Sol Bloom (D) - 20. Vito Marcantonio (American Labor Party) - 21. Joseph A. Gavagan (D) bis zum 30. Dezember 1943 - James H. Torrens (D) ab dem 29. Februar 1944 - 22. Walter A. Lynch (D) - 23. Charles A. Buckley (D) - 24. James M. Fitzpatrick (D) - 25. Ralph A. Gamble (R) - 26. Hamilton Fish III (R) - 27. Jay Le Fevre (R) - 28. William T. Byrne (D) - 29. Dean P. Taylor (R) - 30. Bernard W. Kearney (R) - 31. Clarence E. Kilburn (R) - 32. Francis D. Culkin (R) bis zum 4. August 1943 - Hadwen C. Fuller (R) ab dem 2. November 1943 - 33. Fred J. Douglas (R) - 34. Edwin Arthur Hall (R) - 35. Clarence E. Hancock (R) - 36. John Taber (R) - 37. William Sterling Cole (R) - 38. Joseph J. O’Brien (R) - 39. James Wolcott Wadsworth (R) - 40. Walter G. Andrews (R) - 41. Joseph Mruk (R) - 42. John Cornelius Butler (R) - 43. Daniel A. Reed (R) - 44. Matthew J. Merritt (D) staatsweit gewählt - 45. Winifred C. Stanley (R) staatsweit gewählt North Carolina 12 Wahlbezirke - 1. Herbert Covington Bonner (D) - 2. John H. Kerr (D) - 3. Graham Arthur Barden (D) - 4. Harold D. Cooley (D) - 5. John Hamlin Folger (D) - 6. Carl T. Durham (D) - 7. J. Bayard Clark (D) - 8. William O. Burgin (D) - 9. Robert L. Doughton (D) - 10. Cameron A. Morrison (D) - 11. Alfred L. Bulwinkle (D) - 12. Zebulon Weaver (D) North Dakota 2 Abgeordnete die staatsweit gewählt wurden - William Lemke (Nonpartisan Republican) - Usher L. Burdick (Nonpartisan Republican) Ohio 22 Wahlbezirke. Außerdem wurde ein Abgeordneter staatsweit gewählt. - 1. Charles H. Elston (R) - 2. William E. Hess (R) - 3. Harry P. Jeffrey (R) - 4. Robert Franklin Jones (R) - 5. Cliff Clevenger (R) - 6. Edward Oscar McCowen (R) - 7. Clarence J. Brown (R) - 8. Frederick Cleveland Smith (R) - 9. Homer A. Ramey (R) - 10. Thomas A. Jenkins (R) - 11. Walter E. Brehm (R) - 12. John Martin Vorys (R) - 13. Alvin F. Weichel (R) - 14. Edmund Rowe (R) - 15. Percy W. Griffiths (R) - 16. Henderson H. Carson (R) - 17. J. Harry McGregor (R) - 18. Earl R. Lewis (R) - 19. Michael J. Kirwan (D) - 20. Michael A. Feighan (D) - 21. Robert Crosser (D) - 22. Frances P. Bolton (R) - 23. George H. Bender (R) staatsweit gewählt Oklahoma 8 Wahlbezirke - 1. Wesley E. Disney (D) - 2. John Conover Nichols (D) bis zum 3. Juli 1943 - William G. Stigler (D) ab dem 28. März 1944 - 3. Paul Stewart (D) - 4. Lyle Boren (D) - 5. A. S. Mike Monroney (D) - 6. Jed Johnson (D) - 7. Victor Wickersham (D) - 8. Ross Rizley (D) Oregon 4 Wahlbezirke - 1. James W. Mott (R) - 2. Lowell Stockman (R) - 3. Homer D. Angell (R) - 4. Harris Ellsworth (R) Pennsylvania 32 Wahlbezirke. Außerdem wurde ein Abgeordneter staatsweit gewählt - 1. James A. Gallagher (R) - 2. James P. McGranery (D) bis zum 17. November 1943 - Joseph Marmaduke Pratt (R) ab dem 18. Januar 1944 - 3. Michael J. Bradley (D) - 4. John E. Sheridan (D) - 5. C. Frederick Pracht (R) - 6. Francis J. Myers (D) - 7. Hugh Scott (R) - 8. James Wolfenden (R) - 9. Charles L. Gerlach (R) - 10. J. Roland Kinzer (R) - 11. John W. Murphy (D) - 12. Thomas B. Miller (R) - 13. Ivor D. Fenton (R) - 14. Daniel K. Hoch (D) - 15. Wilson D. Gillette (R) - 16. Thomas E. Scanlon (D) - 17. J. William Ditter (R) bis zum 21. November 1943 - 18. Richard M. Simpson (R) - 19. John C. Kunkel (R) - 20. Leon H. Gavin (R) - 21. Francis E. Walter (D) - 22. Chester H. Gross (R) - 23. James E. Van Zandt (R) bis zum 24. September 1943 - D. Emmert Brumbaugh (R) ab dem 2. November 1943 - 24. J. Buell Snyder (D) - 25. Grant Furlong (D) - 26. Louis E. Graham (R) - 27. Harve Tibbott (R) - 28. Augustine B. Kelley (D) - 29. Robert L. Rodgers (R) - 30. Samuel A. Weiss (D) - 31. Herman P. Eberharter (D) - 32. James A. Wright (D) - 33. William Irvin Troutman (R) staatsweit gewählt, bis zum 2. Januar 1945 Rhode Island 2 Wahlbezirke - 1. Aime Forand (D) - 2. John E. Fogarty (D) bis zum 7. Dezember 1944 South Carolina 6 Wahlbezirke. - 1. Lucius Mendel Rivers (D) - 2. Hampton P. Fulmer (D) bis zum 19. Oktober 1944 - Willa L. Fulmer (D) ab dem 7. November 1944 - 3. Butler B. Hare (D) - 4. Joseph R. Bryson (D) - 5. James Prioleau Richards (D) - 6. John Lanneau McMillan (D) South Dakota 2 Wahlbezirke - 1. Karl Earl Mundt (R) - 2. Francis H. Case (R) Tennessee 10 Wahlbezirke - 1. Brazilla Carroll Reece (R) - 2. John Jennings (R) - 3. Estes Kefauver (D) - 4. Albert Gore Sr. (D) bis zum 4. Dezember 1944 - 5. Jim Nance McCord (D) - 6. Percy Priest (D) - 7. W. Wirt Courtney (D) - 8. Tom J. Murray (D) - 9. Jere Cooper (D) - 10. Clifford Davis (D) Texas 21 Wahlbezirke - 1. Wright Patman (D) - 2. Martin Dies Jr. (D) - 3. Lindley Beckworth (D) - 4. Sam Rayburn (D) - 5. Hatton W. Sumners (D) - 6. Luther Alexander Johnson (D) - 7. Nat Patton (D) - 8. Albert Thomas (D) - 9. Joseph J. Mansfield (D) - 10. Lyndon B. Johnson (D) - 11. William R. Poage (D) - 12. Fritz G. Lanham (D) - 13. Ed Gossett (D) - 14. Richard M. Kleberg (D) - 15. Milton H. West (D) - 16. R. Ewing Thomason (D) - 17. Sam M. Russell (D) - 18. Eugene Worley (D) - 19. George H. Mahon (D) - 20. Paul Joseph Kilday (D) - 21. O. C. Fisher (D) Utah 2 Wahlbezirke - 1. Walter K. Granger (D) - 2. James W. Robinson (D) Vermont 1 Wahlbezirk (staatsweit) - 1. Charles Albert Plumley (R) Virginia 9 Wahlbezirke - 1. S. Otis Bland (D) - 2. Winder R. Harris (D) bis zum 15. September 1944 - Ralph Hunter Daughton (D) ab dem 7. November 1944 - 3. Dave E. Satterfield (D) - 4. Patrick H. Drewry (D) - 5. Thomas G. Burch (D) - 6. Clifton A. Woodrum (D) - 7. Absalom Willis Robertson (D) - 8. Howard W. Smith (D) - 9. John W. Flannagan (D) Washington 6 Wahlbezirke - 1. Warren G. Magnuson (D) bis zum 14. Dezember 1944 - 2. Henry M. Jackson (D) - 3. Fred B. Norman (R) - 4. Hal Holmes (R) - 5. Walt Horan (R) - 6. John M. Coffee (D) West Virginia 6 Wahlbezirke - 1. A. C. Schiffler (R) - 2. Jennings Randolph (D) - 3. Edward G. Rohrbough (R) - 4. Hubert Summers Ellis (R) - 5. John Kee (D) - 6. Joe L. Smith (D) Wisconsin 10 Wahlbezirke - 1. Lawrence H. Smith (R) - 2. Harry Sauthoff (Wisconsin Progressive Party) - 3. William H. Stevenson (R) - 4. Thaddeus Wasielewski (D) - 5. Howard J. McMurray (D) - 6. Frank Bateman Keefe (R) - 7. Reid F. Murray (R) - 8. LaVern Dilweg (D) - 9. Merlin Hull (Wisconsin Progressive Party) - 10. Alvin O’Konski (R) Wyoming Staatsweite Wahlen - Frank A. Barrett (R) |

Nicht stimmberechtigte Mitglieder im Repräsentantenhaus:
- Alaska-Territorium:
  - Anthony Dimond (D)
- Hawaii-Territorium:
  - Joseph Rider Farrington (R)
- Philippinen: 
  - Joaquín Miguel Elizalde bis zum 9. August 1944
    - Carlos P. Rómulo ab dem 10. August 1944
- Puerto Rico:
  - Bolívar Pagán